# Filaret (Nikolski)
Filaret, imię świeckie Gawriił Iwanowicz Nikolski (ur. 22 lutego?/6 marca 1858 w Kostromie, zm. 1921) – rosyjski biskup prawosławny.

## Życiorys
Był synem cerkiewnego psalmisty. Ukończył seminarium duchowne w Kostromie. 11 października 1880 został wyświęcony na kapłana i skierowany do pracy duszpasterskiej jako kapelan żeńskiego monasteru w Wielbatie. W 1887 podjął studia teologiczne w Petersburskiej Akademii Duchownej, jako student II roku złożył wieczyste śluby mnisze, przyjmując imię Filaret. W 1891 zakończył studia z tytułem kandydata nauk teologicznych. Został zatrudniony w seminarium duchownym w Tyflisie jako inspektor. W 1892 otrzymał godność archimandryty i jako rektor objął kierownictwo nad seminarium duchownym w Kazaniu. Po trzech latach przeniesiony na analogiczne stanowisko w seminarium duchownym w Tule.
20 grudnia 1898 w soborze św. Izaaka miała miejsce jego chirotonia na biskupa kiereńskiego, wikariusza eparchii irkuckiej, w której jako konsekratorzy wzięli udział metropolici kijowski Joannicjusz oraz moskiewski Włodzimierz. W styczniu 1904 został przeniesiony do eparchii wiackiej jako jej wikariusz z tytułem biskupa głazowskiego, jednak jeszcze w tym samym roku, gdy biskup wiacki Nikon został mianowany egzarchą Gruzji, biskup Filaret został ordynariuszem eparchii wiackiej. Po dziesięciu latach służby w Wiatce objął katedrę astrachańską i jenotajewską.
W czasie I wojny światowej biskup Filaret regularnie odprawiał w Astrachaniu nabożeństwa w intencji zwycięstwa Rosjan w wojnie. Jego eparchia i podległe jej instytucje (w tym monastery) przekazywały znaczące sumy na cele wojskowe oraz na cele pomocy bieżeńcom.
W 1916 biskup Filaret został odsunięty od zarządu eparchii i przeniesiony w stan spoczynku wskutek konfliktu z przełożonym Monasteru Czurkińskiego o dysponowanie cerkwią św. Mikołaja w obrębie klasztoru. Duchowny zamieszkał początkowo w Wołdińskim Monasterze Opieki Matki Bożej w Astrachaniu, następnie przeniósł się do Monasteru Żełtykowskiego w Twerze, którego został przełożonym. Funkcję tę sprawował do lutego 1919, gdy nakazano mu przeniesienie się do monastyru Dońskiego w Moskwie. We wrześniu tego samego roku powierzono mu zarząd eparchii samarskiej, który sprawował do 1921. Według badań metropolity Manuela (Lemieszewskiego) w tym samym roku zmarł. Istnieje również wersja, iż duchowny zmarł w roku następnym na zesłaniu do regionu archangielskiego.